# Denver Open 1979
Il Denver Open 1979 è stato un torneo di tennis giocato sul sintetico indoor. È stata l'8ª edizione del torneo che fa parte del Colgate-Palmolive Grand Prix 1979. Si è giocato a Denver negli USA dal 19 al 25 febbraio 1979.

## Campioni

### Singolare maschile
Wojciech Fibak ha battuto in finale  Victor Amaya con il punteggio di 6–4, 6–1

### Doppio maschile
Robert Lutz /  Stan Smith hanno battuto in finale  Wojciech Fibak /  Tom Okker con il punteggio di 7–6, 6–3